# کارلو گوتزی
کارلو گوتزی (ایتالیایی: Carlo Gozzi؛ ۱۳ دسامبر ۱۷۲۰ – ۴ آوریل ۱۸۰۶) نمایش‌نامه‌نویس، نویسنده، و شاعر اهل ایتالیا بود. او از نامداران سنت نمایشی کمدیا دلارته به شمار می‌رود و از نمایشهای مشهورش توران‌دخت را می‌توان نام برد.